# باشگاه راگبی لیگ بارسلونا
راگبی لیگ باشگاه فوتبال بارسلونا یک باشگاه راگبی لیگ است که در بارسلون در کاتالونیا واقع شده‌است. این تیم توانسته است در سال ۲۰۰۸، فاتح جام کاتالونیا شود.